# Leron Black
Leron "Boogie" Black (31 de enero de 1996) es un jugador de baloncesto profesional americano que actualmente se encuentra en Team cali de la Liga colombiana de baloncesto en Colombia, prodecente de Flamengo. Jugó baloncesto universitario para la Universidad de Illinois. También jugó para Argentino de Junín de la LNB.

## Carrera de instituto
En septiembre del 2012, Black se comprometió de palabra a Baylor University para jugar baloncesto, recién en enero del 2013 confirmó su incorporación. Durante el 2012, Black era de hecho uno de los 25 jugadores a reclutar más interesantes. Black explicó que se comprometió a Baylor demasiado temprano antes de explorar todas sus opciones. Black contempló la posibilidad de sumarse UConn, Florida, Illinois, Indiana, Louisville, Memphis, y Estado de Ohio. Después de su visita oficial a Illinois, Black se comprometió de palabra al programa y entrenador John Groce, el 1 de septiembre del 2013. El 15 de noviembre de 2013 Black firmó su carta de intención para jugar por Illinois en la temporada 2014-15. Durante su temporada sénior, Black promedió 20.2 puntos y 12.9 rebotes y lideró a los Qhite Station a una marca de 30-3. Black fue nombrado "Class AAA Tennessee Mr. Basketball"  en el 2014, "The Gatorade Tennessee Boys Basketball Player of the Year" del 2014 y estuvo en el mejor equipo.

## Carrera universitaria
En su primer año de carrera, el 21 de enero del 2015, Black marcó un doble-doble en una victoria contra Purdue con 15 puntos y su mejor marca rebotera, 13 rebotes, convirtiéndose en el primer jugador de Illinois desde Lowell Hamilton en marcar un doble-doble en su primer partido. El 8 de octubre del 2015 se informó que Black se perdería de 4 a 6 semanas por una cirugía para reparar una hernia de menisco en la rodilla. Regresó a la formación inicial durante la victoria contra Dakota del Norte el 15 de noviembre de 2015. En la temporada 2017-18,  Black recibió una mención honorable del equipo "All Big-10 Todo Grande-10" por ambos entrenadores y medios de comunicación.

## Carrera profesional
El 15 de marzo de 2018, Black anunció que no continuaría su temporada final en Illinois para perseguir una carrera de baloncesto profesional. No fue seleccionado en el Draft del 2018. El 5 de agosto de 2018, Black firmó un contrato por un año para el equipo israelí Elitzur Yavne de la Liga Leumit. Aun así, el 8 de octubre del 2018, Black abandono al Elitzur Yavne antes de disputar un juego para ellos. El 20 de octubre del 2018, Black estuvo seleccionado en el puesto 25 de la primera ronda del Draft de la G League por los Raptors 905. El 1 de noviembre del 2018, los Raptors 905 anunciaron que lo cortaron antes del campamento de entrenamiento.

### Argentino de Junín
El 30 de noviembre del 2018, Leron firmó con Argentino de Junín de la Liga Nacional de Básquet de Argentina.

### Flamengo
El 3 de julio de 2019, Leron firmó con Flamengo para jugar la temporada 2019–20 de la NBB en Brasil.

### Abejas de León
En julio de 2020 es anunciado como refuerzo de Abejas de León, en México, con el dorsal 12.

## Carrera internacional
En mayo de 2014, Black estaba entre los 24 jugadores que ganaron una invitación al campamento de formación para Baloncesto de EE. UU. FIBA América Under-18 Championship en los Centro de Formación Olímpica de los Estados Unidos Colorado Springs, Colorado.